# 8297 Gerardfaure
A 8297 Gerardfaure (ideiglenes jelöléssel 1993 QJ4) a Naprendszer kisbolygóövében található aszteroida. Eric Walter Elst fedezte fel 1993. augusztus 18-án.